# Landesregierung Josef Krainer senior VI
Die Landesregierung Josef Krainer sen. VI wurde nach der Steiermärkischen Landtagswahl 1965 vom Landtag Steiermark ernannt. Sie bestand vom 7. April 1965 bis zum 6. April 1970. Dem Proporzsystem nach wurden neben den fünf ÖVP-Mandaten vier SPÖ-Mandate vergeben.

## Regierungsmitglieder
| Amt                            | Name                      | Partei | Ressorts |
| ------------------------------ | ------------------------- | ------ | -------- |
| Landeshauptmann                | Josef Krainer senior      | ÖVP    |          |
| Landeshauptmann-Stellvertreter | Alfred Schachner-Blazizek | SPÖ    |          |
| Landeshauptmann-Stellvertreter | Hanns Koren               | ÖVP    |          |
| Landesrat                      | Friedrich Niederl         | ÖVP    |          |
| Landesrat                      | Anton Peltzmann           | ÖVP    |          |
| Landesrat                      | Adalbert Sebastian        | SPÖ    |          |
| Landesrat                      | Hannes Bammer             | SPÖ    |          |
| Landesrat                      | Josef Gruber              | SPÖ    |          |
| Landesrat                      | Franz Wegart              | ÖVP    |          |